# Powstanie węgierskie (1848–1849)

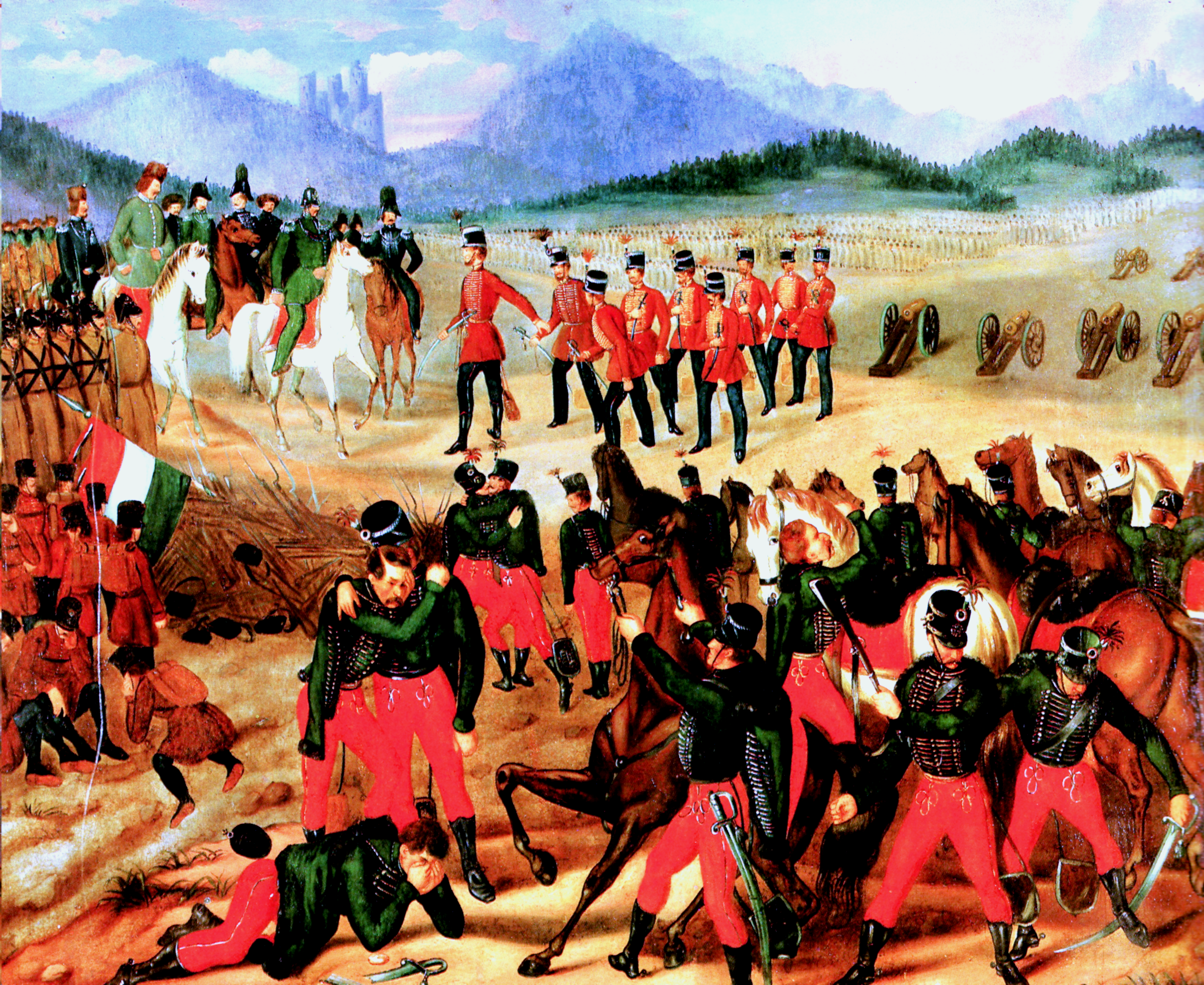
Kapitulacja wojsk węgierskich pod Világos w 1849

Powstanie węgierskie (węg. 1848–49-es forradalom és szabadságharc) – narodowy zryw Węgrów, który wybuchł 15 marca 1848 w Peszcie, pod wpływem wiadomości o rewolucjach w Paryżu (22–24 lutego) i Wiedniu (13 marca), stając się częścią Wiosny Ludów.
We wrześniu 1848 wybuchło antywęgierskie powstanie na Słowacji, ostatecznie stłumione przez Węgrów.

## Geneza powstania
Węgrzy zamieszkiwali na obszarze Cesarstwa Austrii. Ruch rewolucyjny wywołali młodzi radykałowie pod przewodnictwem Sándora Petőfiego publikując manifest, w którym domagali się przede wszystkim zniesienia cenzury, powołania niezależnego rządu węgierskiego, równości wobec prawa dla wszystkich obywateli, likwidacji pańszczyzny.

## Powołanie rządu węgierskiego
Manifest entuzjastycznie poparli mieszkańcy Pesztu i innych miast na Węgrzech. 17 marca cesarz Ferdynand I zgodził się na powołanie rządu węgierskiego z Lajosem Batthyányem na czele i Lajosem Kossuthem, jako ministrem finansów. Batthyány, skłonny do rokowań z Austriakami, utworzył gabinet koalicyjny zapraszając do rządu umiarkowanego polityka, Istvana Szechenyiego. Obradujący w Preszburgu (dzisiejsza Bratysława) sejm stanowy uchwalił zniesienie cenzury, likwidację pańszczyzny, równouprawnienie obywateli. Austria wyraziła zgodę na reformy i utworzenie rządu, ponieważ była w sytuacji kryzysowej. Jasne było jednak, że Habsburgowie nie wyrażą zgody na odłączenie się Węgier.

## Przebieg walk
Pierwszą akcją ze strony Wiednia była agitacja do buntu wśród mniejszości narodowych zamieszkujących Królestwo Węgier – Serbów, Chorwatów i Rumunów – przeciwko madziaryzacji. 23 marca zawarto austriacko-chorwacki sojusz, nominujący pułkownika Josipa Jelačicia, bardzo popularnego przywódcę, na bana Chorwacji. Drugim aktem politycznym dworu, który wpłynął na dalsze wydarzenia na Węgrzech, była konstytucja Pillersdorfa, głosząca między innymi „Wszystkim ludom monarchii gwarantuje się nietykalność narodową i językową”. Mniejszości narodowe poparły dwór wiedeński i wystąpiły przeciwko Węgrom (w czerwcu Serbowie, we wrześniu – Chorwaci, Rumuni, Słowacy). W sierpniu 1848 Austria udzieliła pomocy finansowej Jellaciciowi na przygotowania do wojny z Węgrami. Poparcie Austrii dla Chorwatów doprowadziło do dymisji rządu Batthyánya, lojalnego dotychczas wobec Habsburgów. Rewolucyjny sejm (obradujący w Peszcie od lipca 1848) powołał 22 września Komitet Obrony Narodowej, którego przewodnictwo objął w październiku Lajos Kossuth. Komitet przystąpił do tworzenia armii narodowej (honvédów). Powstańców mobilizowała pieśń Petőfiego „Powstań, Węgrze, Ojczyzna Cię woła!”. Symbolem rewolucji stał się trójkolorowy sztandar: czerwono-biało-zielony, a hasłem (wzorem rewolucji francuskiej): „Wolność, Równość, Braterstwo”.
Cesarz Ferdynand I abdykował, a na tron wstąpił Franciszek Józef I, który natychmiast rozpoczął działania przeciwko Węgrom. W grudniu wojska cesarskie dowodzone przez feldmarszałka Windischgrätza przekroczyły granice Węgier i sytuacja powstańców stała się dramatyczna. Na południu kraju trwały walki z powstańcami serbskimi, do Siedmiogrodu wkroczyły wojska austriackie, Windischgrätz zajął Budę, Peszt i inne miasta. Sejm węgierski oraz Komitet przeniosły się do Debreczyna, skąd kierowano walkami. Wśród węgierskiej arystokracji i szlachty następował coraz większy rozłam. Część popierała dalszą walkę, część nawoływała do kapitulacji. Batthyány został aresztowany i rozstrzelany, a inni zwolennicy ugody udali się na emigrację. Węgrom udało się jednak zimą 1848 pokonać Austriaków w Siedmiogrodzie (generał Józef Bem) i wiosną 1849 na nizinach węgierskich (generałowie János Damjanich i Artúr Görgey).
W lutym 1849 naczelnym dowódcą wojsk węgierskich został mianowany generał Henryk Dembiński, zdymisjonowany na rzecz generała Görgeya po przegranej bitwie pod Kápolną. Koniec marca przyniósł powstańcom długo oczekiwaną serię zwycięstw. Pod wpływem wiadomości o zwycięstwach, ewakuowany do Debreczyna sejm ogłosił 19 kwietnia niepodległość Węgier, detronizując Habsburgów. W miejsce Komitetu Obrony Narodowej powołano rząd narodowy, na czele którego stanął Bertalan Szemere, głową państwa – prezydentem został Lajos Kossuth, ministrem obrony narodowej generał Artur Görgey.
W maju 1849 cesarz Franciszek Józef I uzyskał od Rosji w ramach Świętego Przymierza pomoc wojskową. W czerwcu Rosjanie (feldmarszałek Iwan Paskiewicz) i Austriacy (generał Julius Jacob von Haynau) wkroczyli na Węgry. Od sierpnia 1849 naczelnym wodzem armii węgierskiej był generał Józef Bem który po bitwie pod Segesvárem (dzisiejsza Sighișoara), w której poległ jego adiutant i poeta Sándor Petőfi, został wyparty z Siedmiogrodu. Po klęsce honwedów 9 sierpnia pod Temeszwarem (dzisiejsza Timișoara), gdzie wojska generała Haynaua pokonały wojska generała Bema, doszło do kapitulacji pod Világos (13 sierpnia) i rewolucja upadła. Żołnierze, Lajos Kossuth, generał Józef Bem przekroczyli granicę turecką. Mimo pomocy udzielonej władzom austriackim przez Chorwatów, Serbów i Rumunów, rząd wiedeński nie wynagrodził im tego i stosował politykę represji i germanizacji.

## Polacy w powstaniu węgierskim
Rewolucja węgierska 1848–1849 spotkała się z poparciem polskiego rządu narodowego na emigracji, a w walkach po stronie węgierskiej, oprócz wspomnianych dowódców, Bema i Dembińskiego, uczestniczył 3-tysięczny legion polski pod wodzą generała Józefa Wysockiego. Jednym z bardziej znanych uczestników tego powstania był Edmund Ślaski.
Należy dodać, iż w szeregach armii rosyjskiej wspierającej Austriaków przeciwko Węgrom również służyli Polacy – jednym z nich był późniejszy dyktator powstania styczniowego, Romuald Traugutt. Był on oficerem w batalionie saperów wchodzących w skład armii feldmarszałka Iwana Paskiewicza.

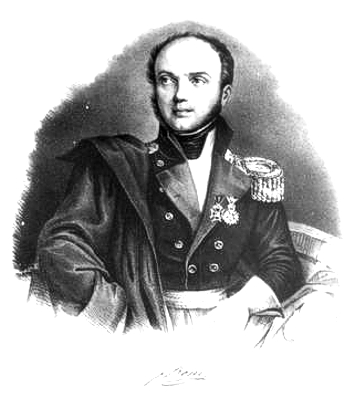
Józef Bem
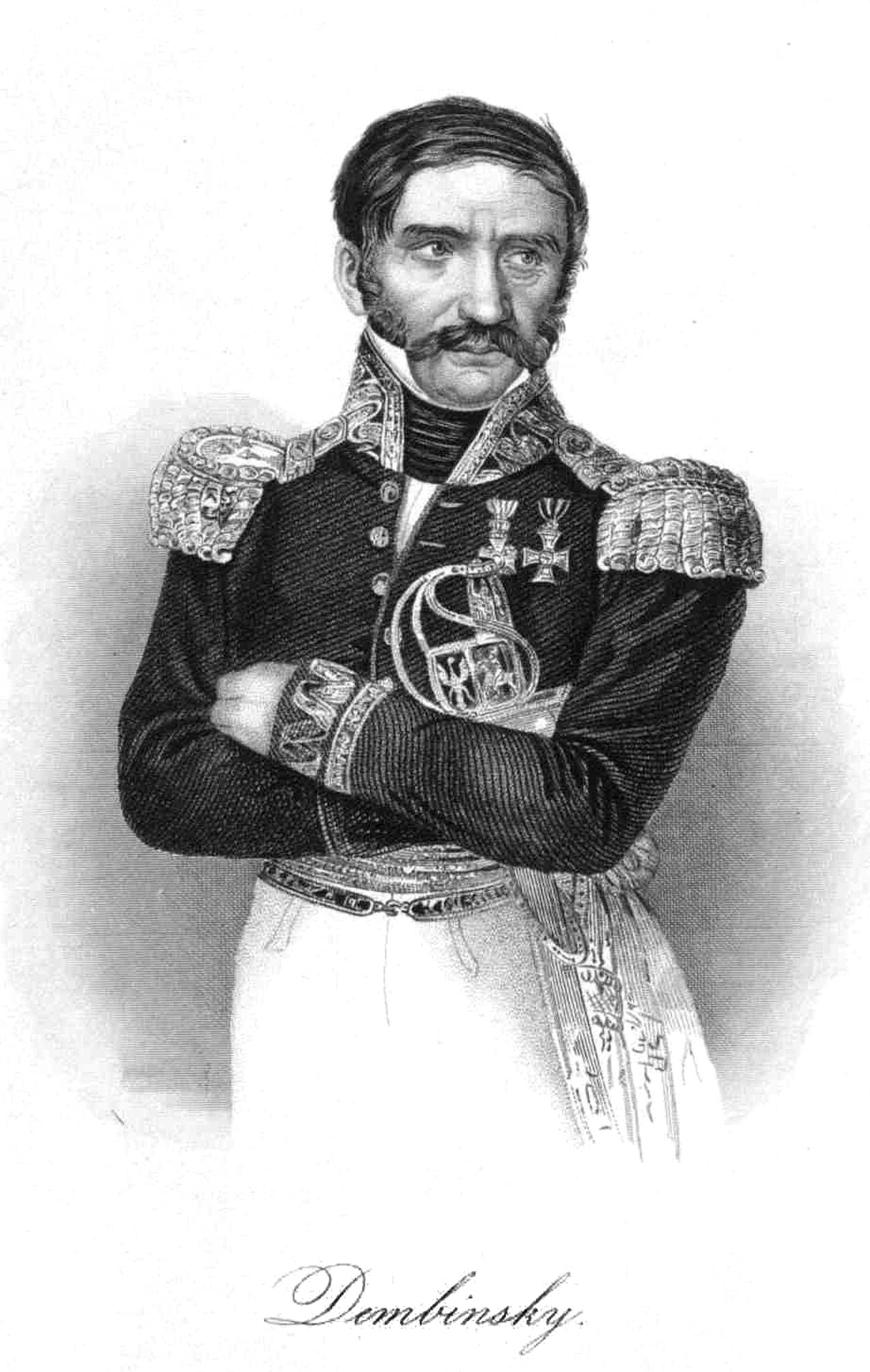
Henryk Dembiński
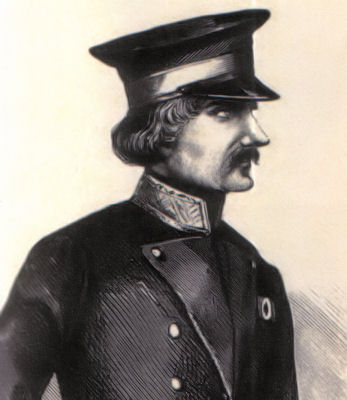
Józef Wysocki
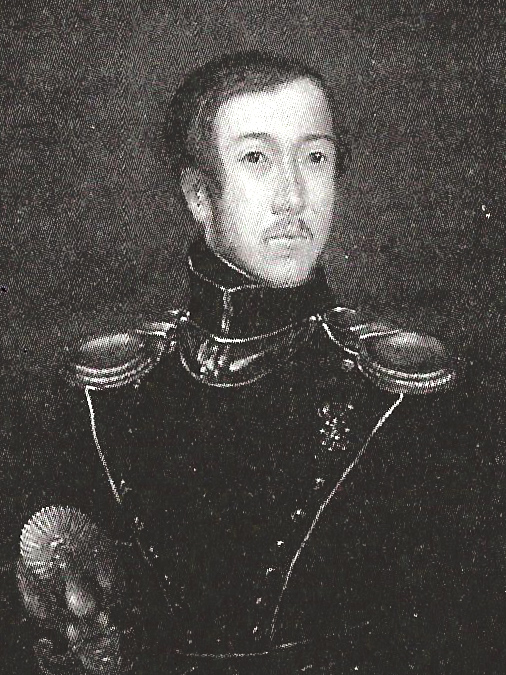
Ignacy Czernik